# Żabianka (województwo lubelskie)
Żabianka – wieś w Polsce położona w województwie lubelskim, w powiecie ryckim, w gminie Ułęż.
Wieś jest sołectwem w gminie Ułęż. Według Narodowego Spisu Powszechnego z roku 2011 wieś liczyła 122 mieszkańców.
We wsi znajduje się najstarszy zabytek w całej gminie – kościół parafialny Wniebowzięcia Najświętszej Maryi Panny. Pierwotny kościół zbudował w 1570 Łukasz Lędzki. Pięć lat później przeniesiono do Żabianki parafię z Drążgowa, w związku z rozwijającym się ruchem braci polskich. Obecny kościół pochodzi z 1745 roku, a ufundował go starosta stężycki Feliks Bentkowski. Wybudowany został z drewna na podmurówce z kamienia. Jest to świątynia jednonawowa z transeptem, wzniesiona na planie krzyża łacińskiego. Posiada dwie kruchty, od zachodu i od południa, oraz zakrystie po północnej stronie, za ramieniem transeptu. W 1882 roku przeprowadzono generalny remont świątyni, w trakcie którego prawdopodobnie dobudowano wspomniane kruchty. Kolejne większe prace remontowe wykonano w latach 1975–1976. W krypcie pod kościołem pochowano m.in. przedstawicieli rodzin Rostworowskich i Bentkowskich.
W latach 1975–1998 miejscowość należała administracyjnie do województwa lubelskiego.